# Parc national de Restinga de Jurubatiba
Le parc national de la Restinga de Jurubatiba (ou PARNA de Jurubatiba) est le premier parc national du Brésil à protéger exclusivement l'écosystème de la restinga, le moins représenté dans le Système national d'unités de conservation de la nature. Une restinga est un cordon littoral sablonneux et salé, couvert de plantes caractéristiques. La plupart des chercheurs s'accordent à dire que Jurubatiba est la zone de restinga la mieux préservée du pays et qu'elle est pratiquement intacte.
Avec les encouragements de plusieurs organisations et personnes qui défendaient la protection de la région, le parc national de Jurubatiba a été créé par une loi fédérale en 1998 et reconnu en 1992 comme réserve de biosphère par l'UNESCO dans une étude signée par 126 scientifiques.

## Situation
Le parc est situé dans la région nord de l'État de Rio de Janeiro, au Brésil, couvrant les plaines fluviales et marines de la côte des municipalités de Quissamã, Carapebus et Macaé. Il couvre 14 860 hectares de superficie, comprenant une bande de front de mer de 44 kilomètres le long de la plage, sur 2 km à 5 km de large, avec un périmètre de 123 km. 62,38 % du parc est situé dans la commune de Quissamã. Il est administré par l'Institut Chico Mendes pour la conservation de la biodiversité (ICMBio).

## Toponyme
« Jurubatiba » est un terme d'origine Tupi, signifiant « rassemblement de jeribás », par la combinaison de jeri'wa (jeribá) et tyba (rassemblement),.

## Formation géologique
Ce banc de sable, le plus grand du pays, s'est formé à la suite du retrait de la mer au cours du Quaternaire. La juxtaposition successive de dépôts sableux parallèles à la côte a créé des dunes de trois à huit mètres de haut, jusqu'à dix mètres de large, donnant naissance à la plaine sableuse et à au moins dix-huit lagons. Les sols sont essentiellement du type régosol, on trouve également des sols salins et organiques.

## Hydrographie
Il existe au moins dix-huit lagunes et des centaines de petits marécages, chacun avec ses propres caractéristiques physico-chimiques de l'eau et, par conséquent, avec une végétation et une faune différentes. Le niveau de l'eau, la concentration en nutriments, micro-organismes, sels et oxygène dans chaque lagune varie périodiquement en fonction des différents niveaux de phénomènes naturels.
La région est traversée par de nombreux canaux naturels ou artificiels. Le plus long et le plus célèbre est le canal Campos-Macaé, un canal artificiel construit au milieu du XIXe siècle. N'étant plus utilisé pour la navigation commerciale depuis 1863, le canal Campos-Macaé est actuellement ensablé et eutrophisé dans une grande partie de la restinga, ce qui en fait une partie intégrante du paysage.

## Végétation
Le parc couvre des formations végétales qui varient depuis la plage (formation rampante), en passant par des buissons clairsemés, des zones inondées en permanence ou périodiquement, jusqu'à des forêts de grande hauteur dans les endroits les plus éloignés de la mer.
La végétation côtière située dans la commune de Quissamã présente des problèmes de permanence, compte tenu des conditions défavorables dictées par la nature du sol et l'action des vents. Les sols sont pauvres en éléments nutritifs, assez perméables et relativement secs dans les couches superficielles, avec une évaporation considérable à laquelle ils sont soumis. Quant à l'action des vents, elle se traduit principalement par les dégâts causés à la partie aérienne des plantes, ainsi que par leur enfouissement par les dunes.
Actuellement, le musée national de Rio a un projet visant à étudier toute la flore du parc, tandis que d'autres institutions de Rio de Janeiro, comme l'Université fédérale Fluminense, se consacrent à l'étude d'autres aspects de la vie végétale et animale locale.

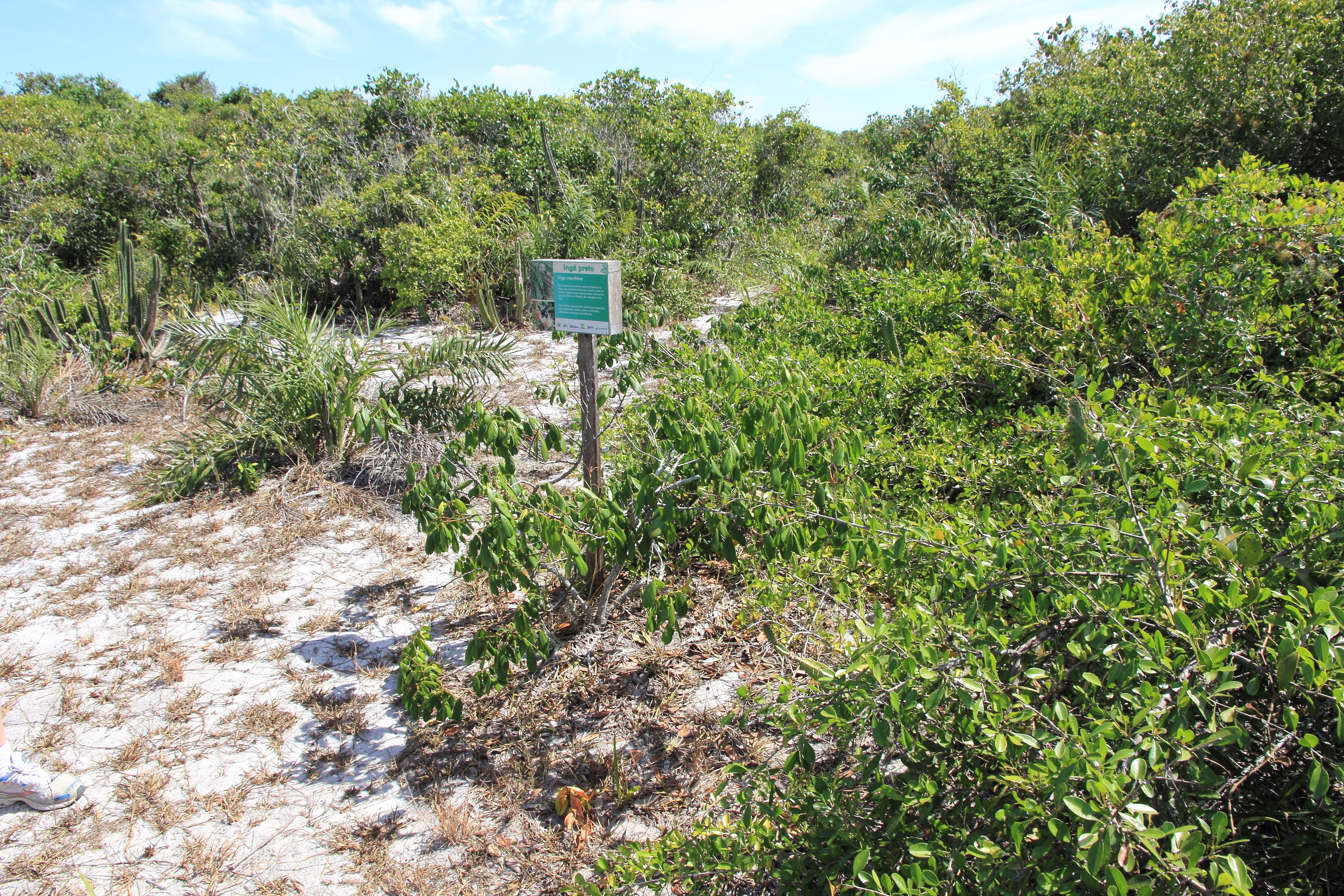
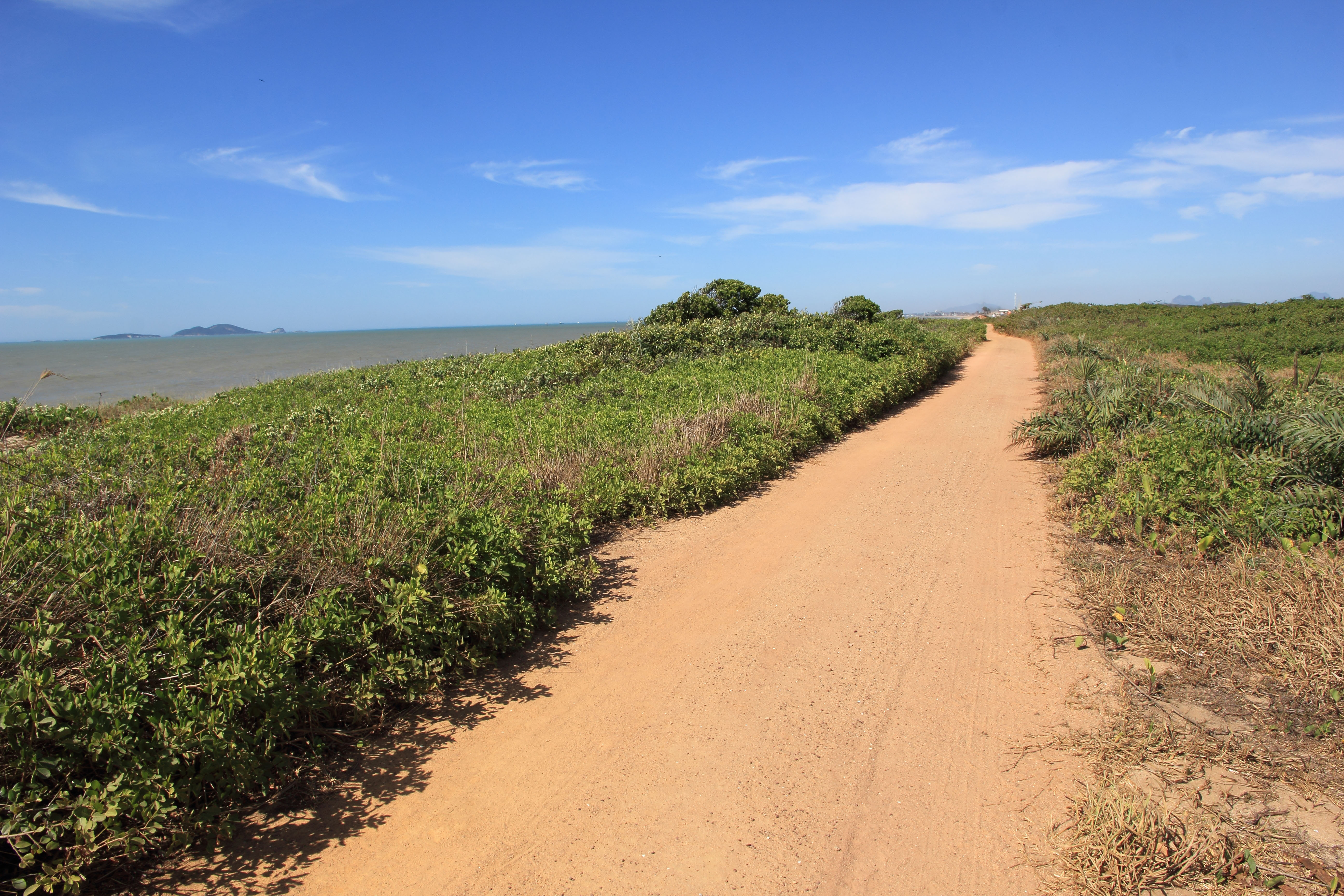
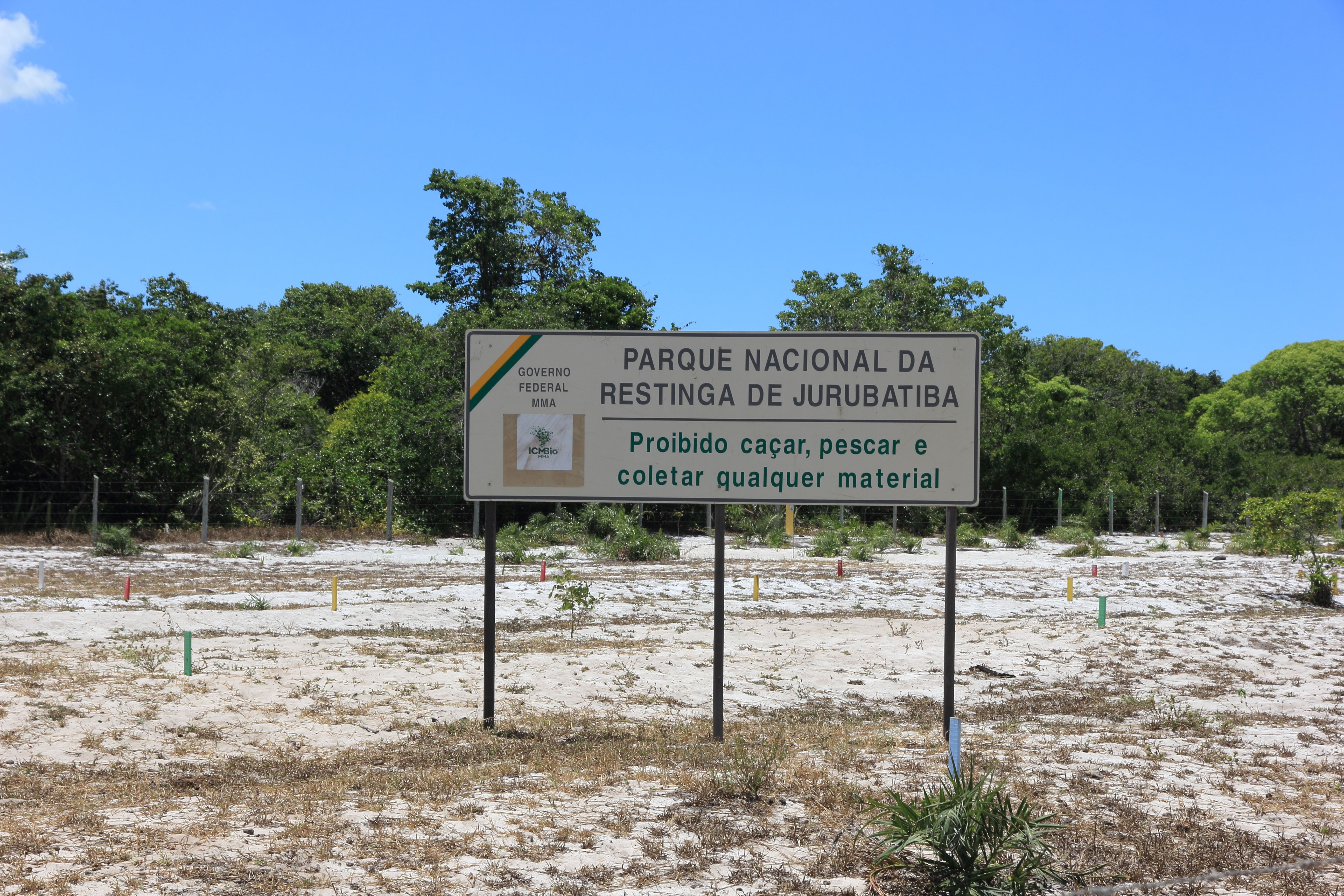
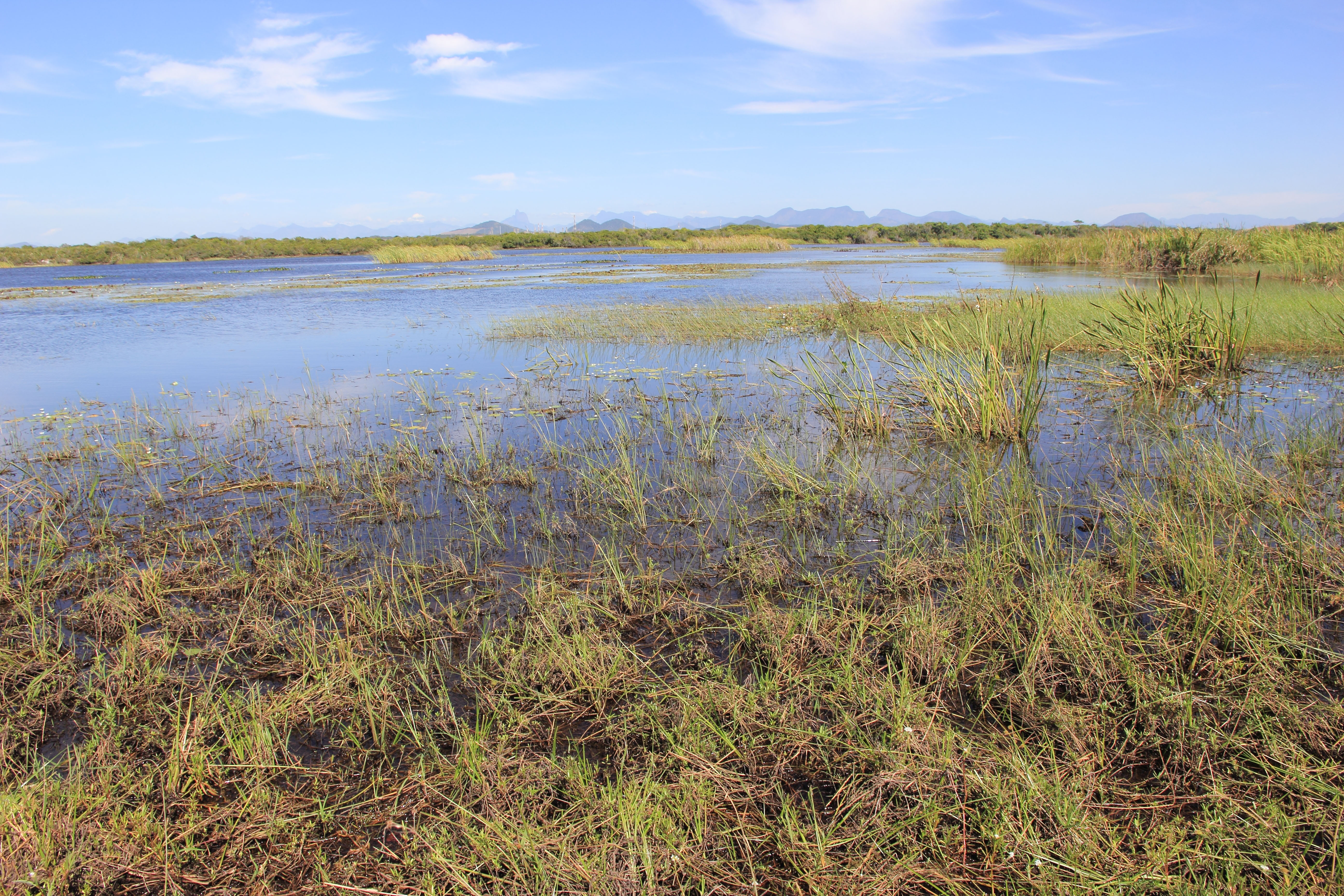
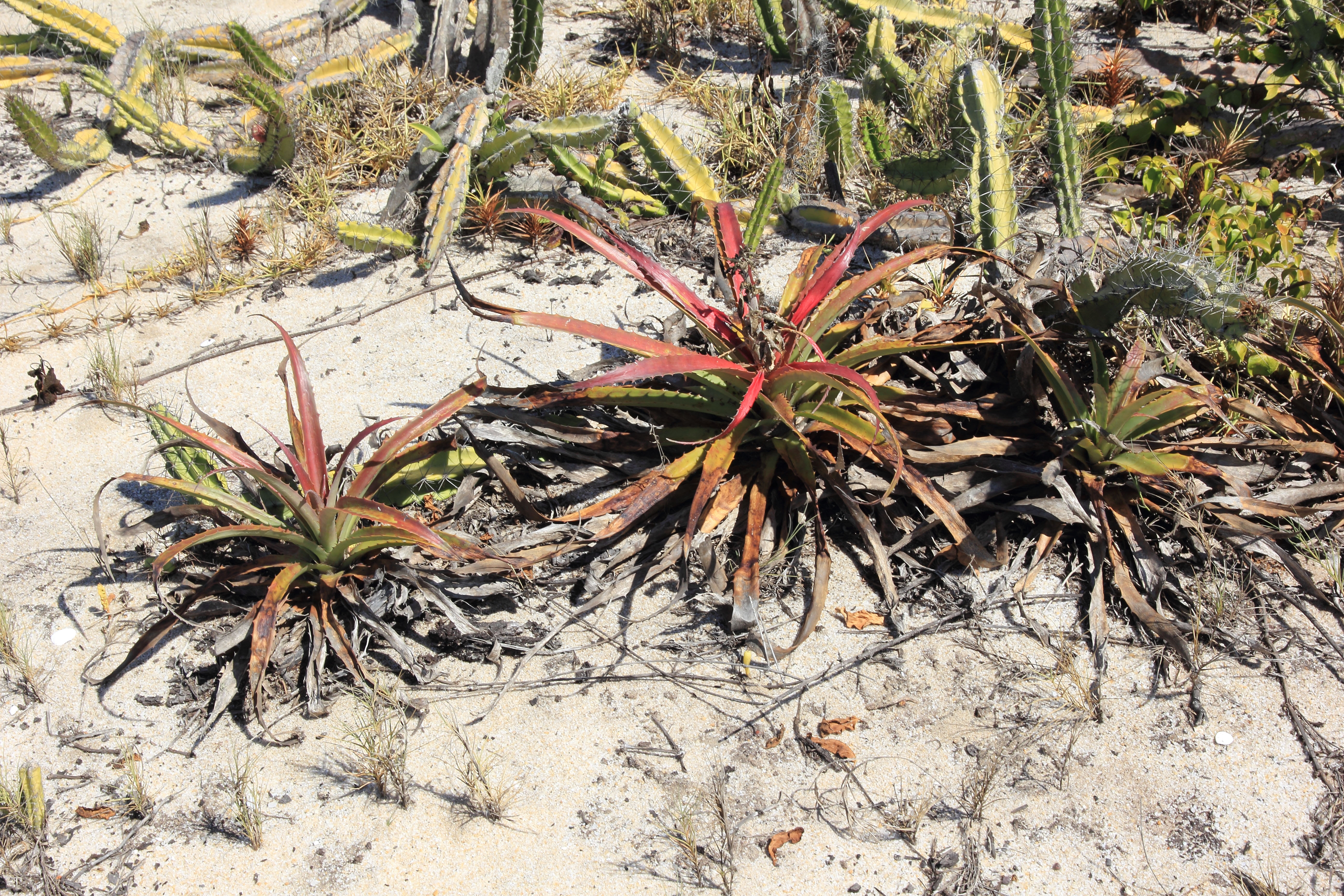
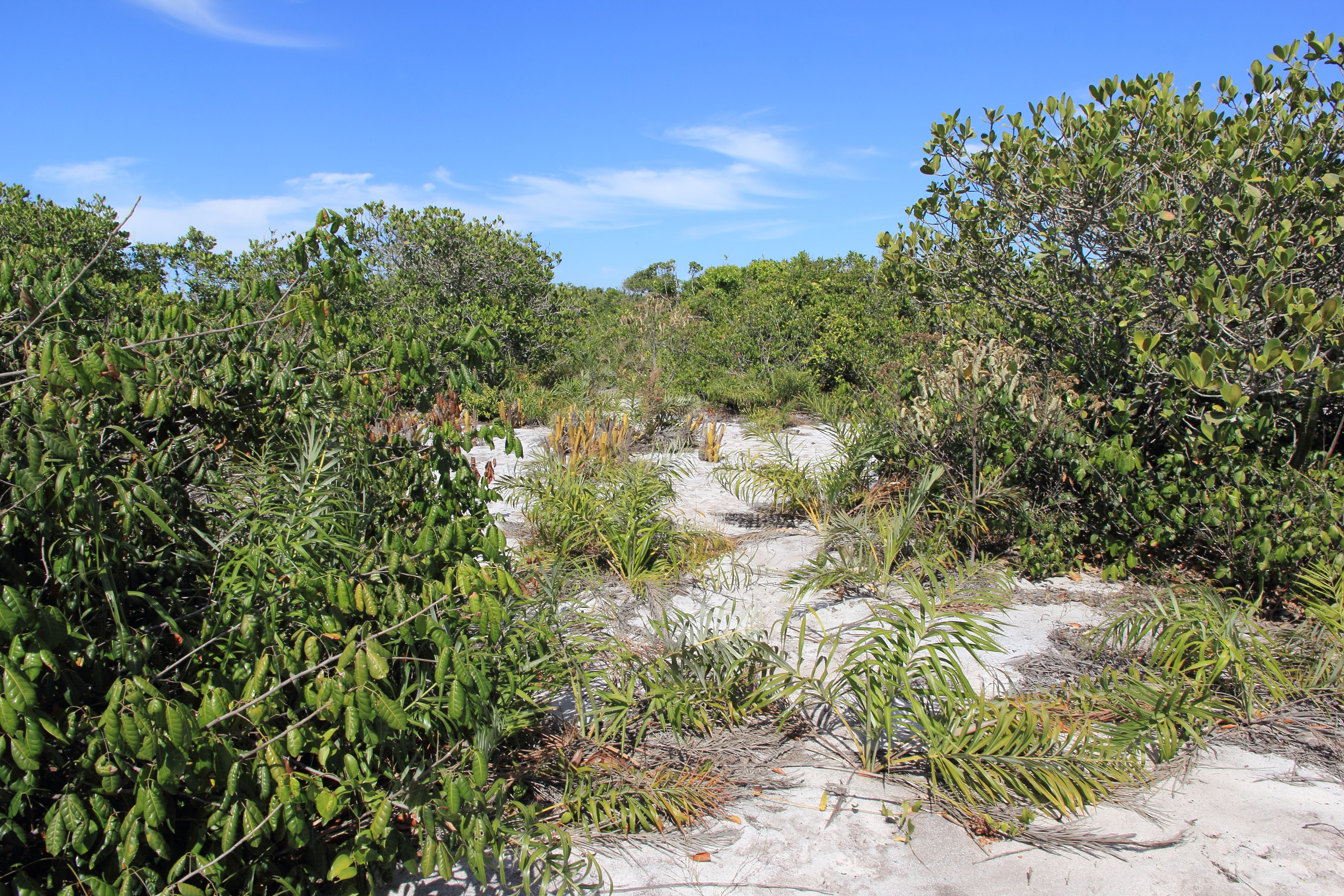
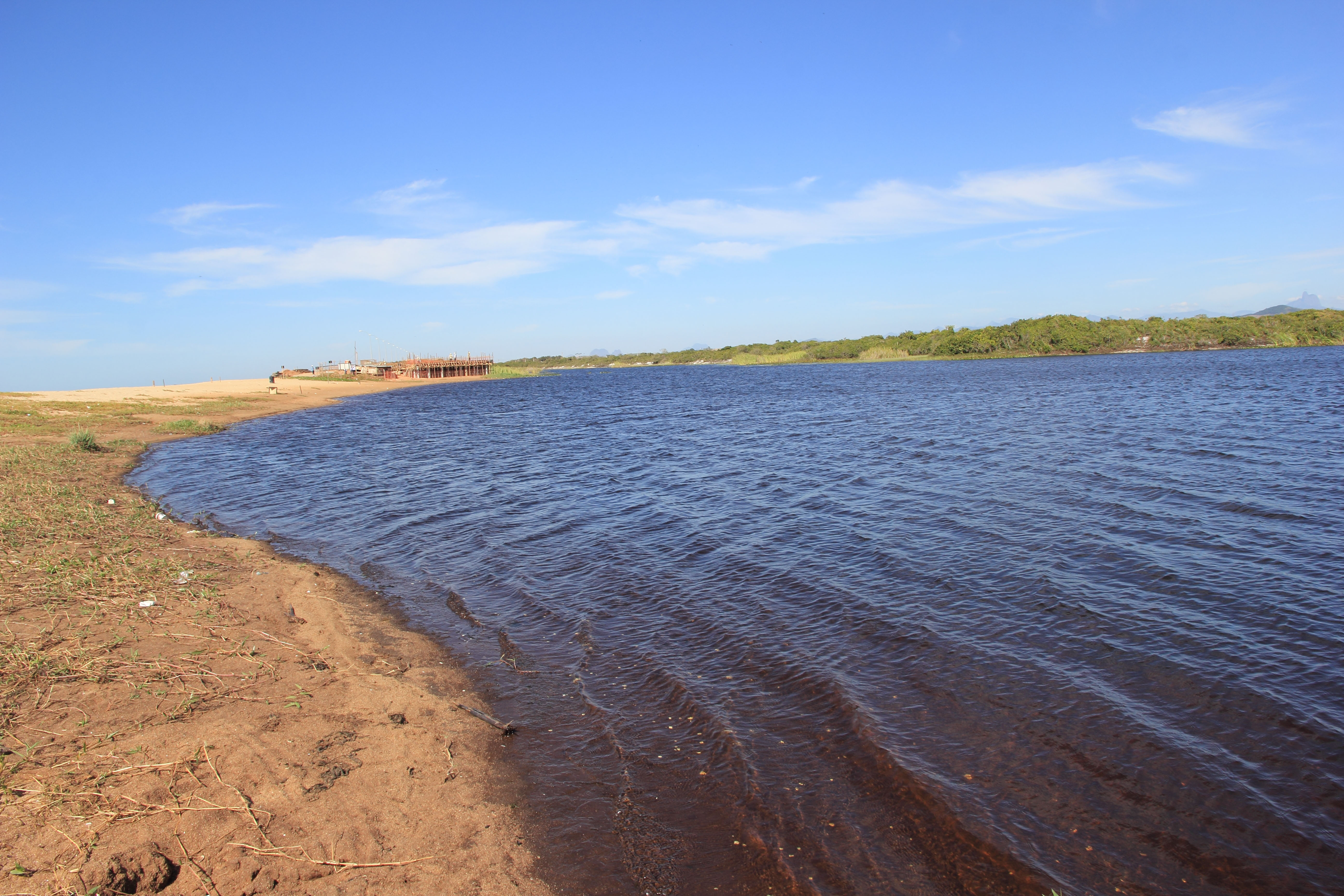
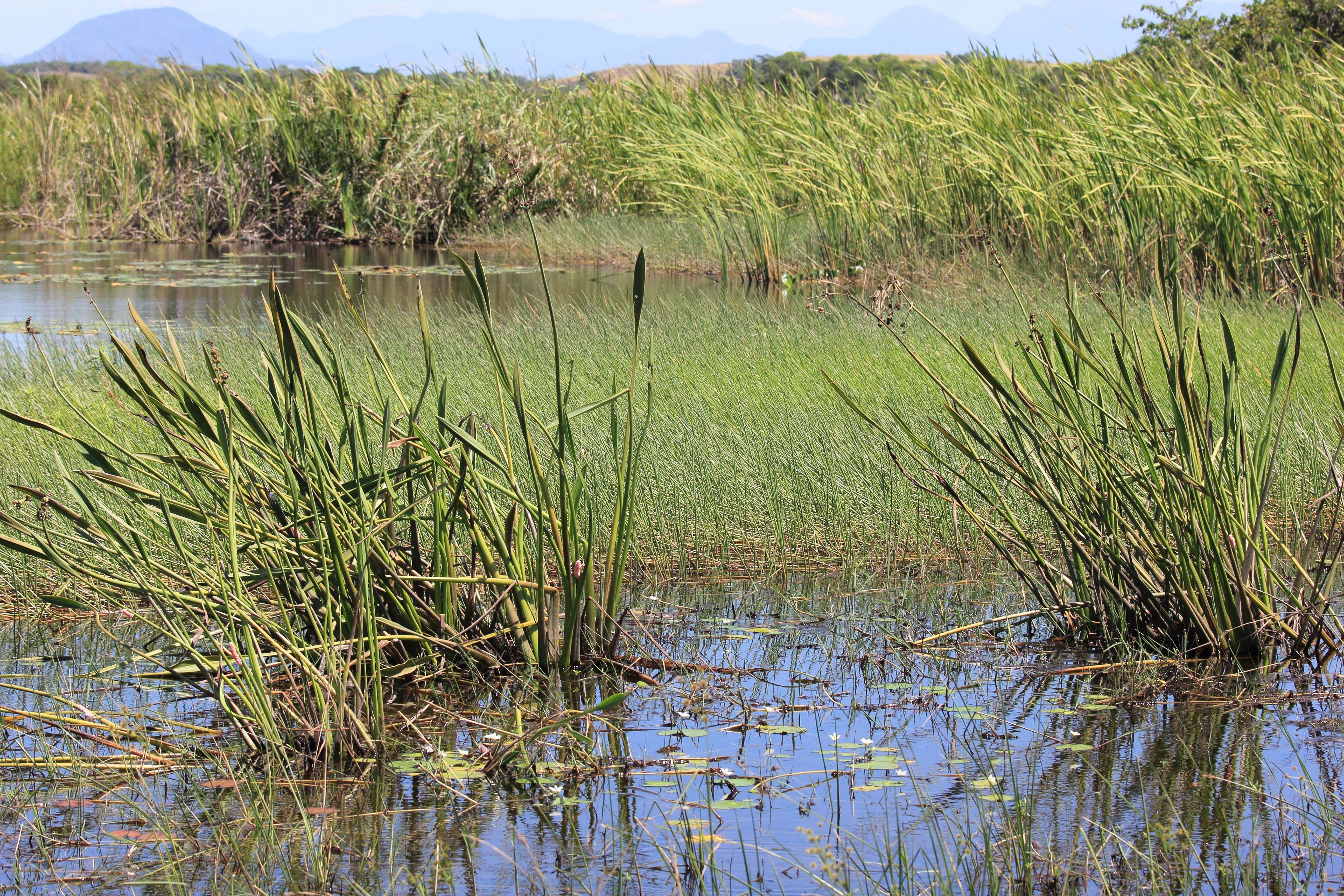
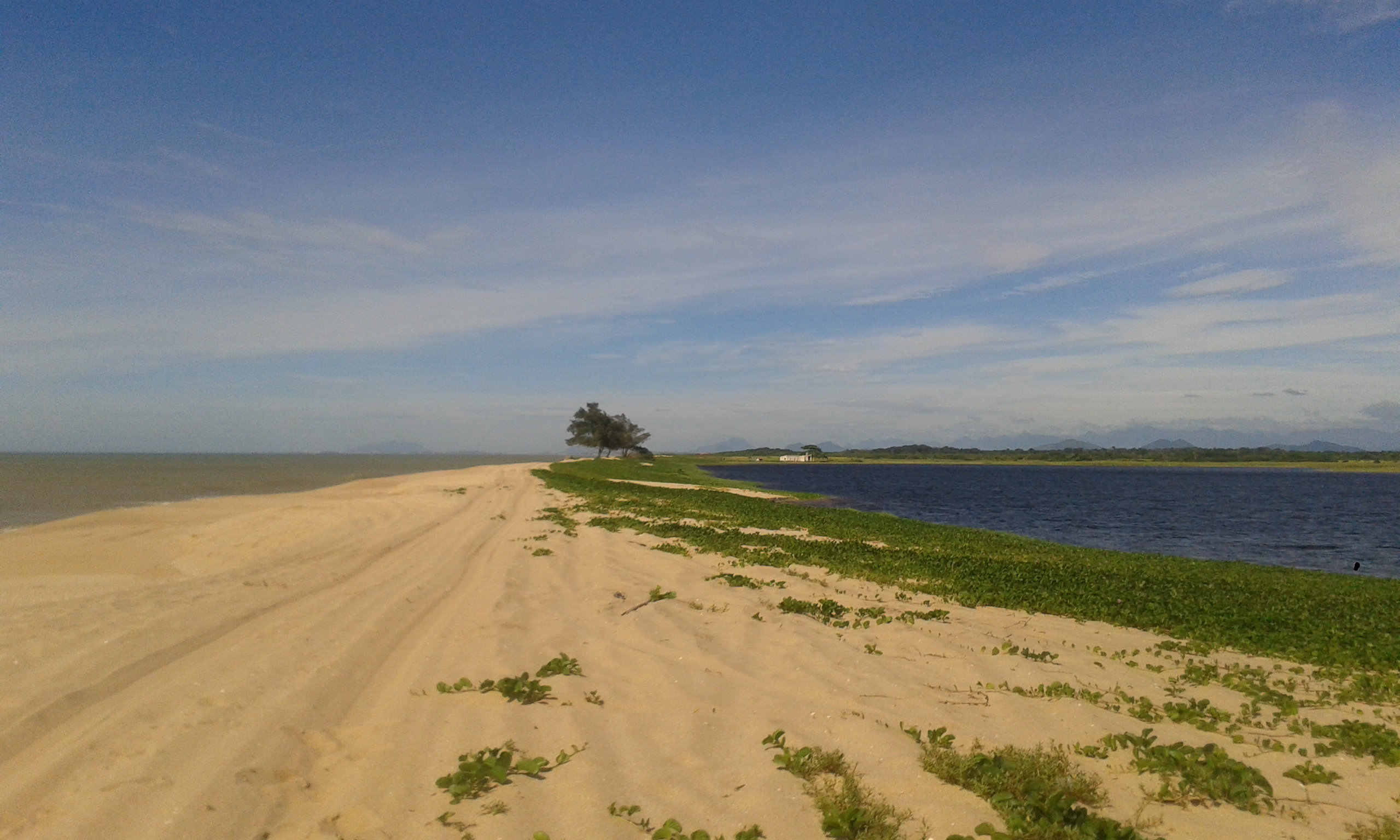

## Faune

### Crustacés
Des crabes et plusieurs espèces de coquillages peuvent être identifiés.

### Poissons
- Acará, Poisson-chat, Carapeba, Bar, Mulet, Traíra, Barrigudinho, etc.

### Reptiles
- Caïman à museau large, boa constrictor, tortue brejo

### Oiseaux
140 espèces d'oiseaux ont été recensées, réparties en 42 familles, résidentes et migratrices.
- Amazone à sourcils rouges, Grive des plages, Courlis, Jacanas, Hérons, Poule d'eau, ÉpervierSarothrura, cigogne maguari, Courlan brun...

### Mammifères
- Loutres, capybaras, chiens de brousse, rongeurs, marsupiaux (opossums)

## Voir également
- Restinga
- Carapebus
- Macaé
- Quissamã